# Катастрофа Ту-154 в Домодєдово
Катастрофа Ту-154 в Домодєдово — 4 грудня 2010 року о 14:08 (UTC+3) Ту-154М авіакомпанії «Авіалінії Дагестану» здійснив зліт з аеропорту «Внуково» і почав набір висоти у напрямку Мінеральних Вод. О 14:16, після набору висоти 6500 метрів, було виявлено нестабільність роботи двигунів. На висоті 9000 метрів екіпаж відключив 1-й і 3-й двигуни та запросив аварійну посадку, робота 2-го двигуна відносно стабілізувалась. Літак був направлений до аеропорту «Москва-Домодєдово».
Під час аварійної посадки літак викотився зі злітно-посадкової смуги, зіткнувся з пагорбом наприкінці смуги безпеки і розколовся. В результаті зіткнення літак не займався пожежною, загинуло дві людини та було розпочато слідство.
У листопаді 2010 року той самий Ту-154М перевозив збірну Бельгії з футболу до Воронежа. Тоді рейс неодноразово був перенесений через туман та замість здійснити рейс напередодні матчу (16 листопада) бельгійці змогли дістатися Воронежа лише 17 листопада за 5 годин до гри.